# Kvadratično programiranje
Problem kvadratičnega programiranja je optimizacijski problem, pri katerem je namenska funkcija  kvadratna,  omejitvene funkcije pa so   afine funkcije.
Naj bo {\displaystyle \mathbf {x} \in \mathbb {R} ^{n}}, Q simetrična n×n matrika in c vector dimenzije n. Problem matematičnega programiranja je definiran na naslednji način:
Minimiziraj po x funkcijo
{\displaystyle f(\mathbf {x} )={\frac {1}{2}}\mathbf {x} ^{T}\mathbf {Q} \mathbf {x} +\mathbf {c} ^{T}\mathbf {x} }
z eno ali več omejitvami oblike:
1. Ax ≤ b (neenakostne omejitve)
2. Ex = d (enakostne omejitve),

kjer {\displaystyle \mathbf {v} ^{T}} označuje  transpozicijo {\displaystyle \mathbf {v} }.